# Pachycerina alpicola
Pachycerina alpicola är en tvåvingeart som först beskrevs av Leander Czerny 1932.  Pachycerina alpicola ingår i släktet Pachycerina och familjen lövflugor. Inga underarter finns listade i Catalogue of Life.